# Бабаджанянц, Левон Константинович
Левон Константинович Бабаджанянц (24 мая 1940, Тбилиси — 11 июня 2023, Михайловская) — советский и российский математик, доктор физико-математических наук, профессор кафедры механики управляемого движения СПбГУ. В 1976 году опубликовал решение проблемы Вейерштрасса (Acta Mathematica, Vol. VII, 1885/1886) о представлении динамики n тел-материальных точек в виде рядов, сходящихся на максимальных интервалах существования при любых начальных данных. Является признанным специалистом в области математических проблем небесной механики и динамики, его работы в этой области опубликованы как в отечественных, так и в зарубежных научных журналах.

## Биография
С 1947 по 1958 годы учился в средней школе N20(14) г. Тбилиси. С 1958 по 1964 годы учился на физическом (58-61,1-3к.) и математико-механическом факультетов (61-64,3-6к.) ЛГУ. Закончил университет по кафедре математического анализа, научный руководитель — Глеб Павлович Акилов. Дипломная работа — «Приближенный метод решения интегрального уравнения рассеяния света в атмосферах планет», научные руководители: Игорь Николаевич Минин, Виктор Викторович Соболев. 
В 1970 году защитил кандидатскую диссертацию «Аналитические методы вычисления возмущений в координатах планет», научный руководитель — Виктор Сергеевич Новоселов. В 1986 году защитил докторскую диссертацию «Метод бесконечных систем в задачах небесной механики». 

## Научная деятельность
Области научных интересов — математические пpоблемы аналитической и небесной механики, космической динамики. Теоpемы существования и пpодолжаемости pешения задачи Коши для обыкновенных диффеpенциальных уpавнений. Теоpия устойчивости и упpавляемое движение. Приближенные методы pешения диффеpенциальных, интегральных и иных уpавнений. Оценки погpешности. Теоpия возмущений. Задачи оптимизации в пpикладной математике. Математические проблемы в физике, химии, в науках о жизни и других разделах прикладной математики. Численные методы решения некорректных задач. Создание пакетов пpикладных пpогpамм. 
В 2010 году Бабаджанянц опубликовал необходимые и достаточные условия сводимости дифференциальных уравнений к полиномиальной форме  методом дополнительных переменных. Эти условия означают, что правые части дифференциальных уравнений являются суперпозициями функций, которые сами являются решениями полных полиномиальных систем. Тем самым можно считать проблему Вейерштрасса решённой и для таких дифференциальных уравнений, например, для систем ОДУ, правые части которых являются суперпозициями элементарных функций и других специальных функций математической физики. 